# Clethra delavayi
Clethra delavayi är en tvåhjärtbladig växtart som beskrevs av Adrien René Franchet. Clethra delavayi ingår i släktet Clethra och familjen Clethraceae. Inga underarter finns listade i Catalogue of Life.

## Bildgalleri

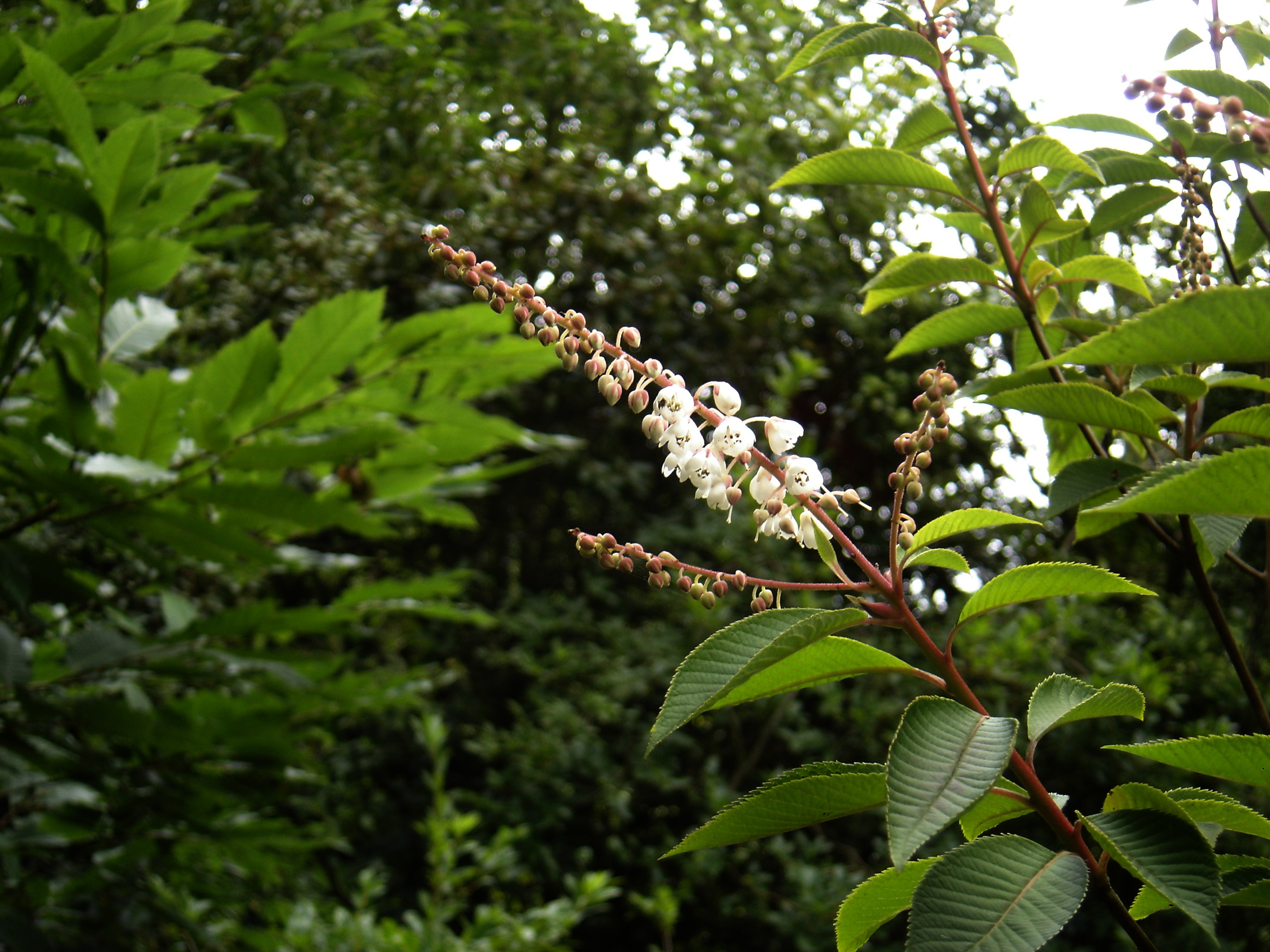